# Afzetting van Emmen
De Afzetting van Emmen is een kleiafzetting van glaciaal sediment. De afzetting bestaat uit potklei en is een onderdeel van de Formatie van Peelo. De afzetting van Emmen is niet karteerbaar en wordt daarom tegenwoordig niet langer als aparte eenheid in de Formatie van Peelo onderscheiden.